# Юлия Агрикола
Вижте пояснителната страница за други личности с името Агрикола.
Юлия Агрикола (на латински: Julia Agricola; * 64 г.) е римска аристократка.
Дъщеря е на римския генерал Гней Юлий Агрикола и на Домиция Децидиана. Тя има двама братя, умрели като малки. Баща ѝ умира на 23 август 93 г.
През 77/78 г. Юлия се омъжва за римския историк Публий Корнелий Тацит. Той пише през 98 г. биография на баща ѝ. По това време Юлия и майка ѝ са живи.